# Dijete sreće
Dijete sreće je deveti studijski album sastava Novi fosili.

## Popis pjesama
A strana
1. "Dijete sreće" - 3:48
(Rajko Dujmić, Stevo Cvikić)
2. "E, da si barem noćas ovdje" - 4:14
(Rajko Dujmić, Stevo Cvikić)
3. "Zaljubljena" - 3:05
(Rajko Dujmić, Stevo Cvikić)
4. "Znam" - 4:34
(Rajko Dujmić, Koraljka Tomičić)
5. "Mali brod na Savi" - 3:20
(Rajko Dujmić, Momčilo Popadić)

B strana
1. "Okreni se, idi" - 2:40
(Rajko Dujmić, Stevo Cvikić)
2. "Suzi" - 2:38
(Rajko Dujmić, Koraljka Tomičić)
3. "Kad vas molim" - 2:32
(Rajko Dujmić, Koraljka Tomičić)
4. "Zrinka" - 3:45
(Rajko Dujmić, Stevo Cvikić)
5. "Dobre djevojke" - 3:30
(Rajko Dujmić, Stevo Cvikić)
6. "Tužna stvar" - 3:38
(Rajko Dujmić, Stevo Cvikić)